# Xie Shishi
Xie Shishi (11 de octubre de 1987) es una deportista china que compitió en judo. Ganó una medalla de plata en el Campeonato Asiático de Judo de 2011 en la categoría de –48 kg.

## Palmarés internacional
| Campeonato Asiático | Campeonato Asiático | Campeonato Asiático | Campeonato Asiático |
| Año                 | Lugar               | Medalla             | Categoría           |
| ------------------- | ------------------- | ------------------- | ------------------- |
| 2011                | Abu Dabi (EAU)      | Medalla de plata    | –48 kg              |